# Nola ochrosticha
Nola ochrosticha är en fjärilsart som beskrevs av Turner 1944. Nola ochrosticha ingår i släktet Nola och familjen trågspinnare. Inga underarter finns listade i Catalogue of Life.